# Kneitlingen
Kneitlingen est une municipalité allemande du land de Basse-Saxe et de l'arrondissement de Wolfenbüttel. En 2015, elle comptait 828 habitants. La ville est renommée pour être légendairement le lieu de naissance de Till l'Espiègle, personnage populaire (ayant possiblement existé) du nord de l'Allemagne.

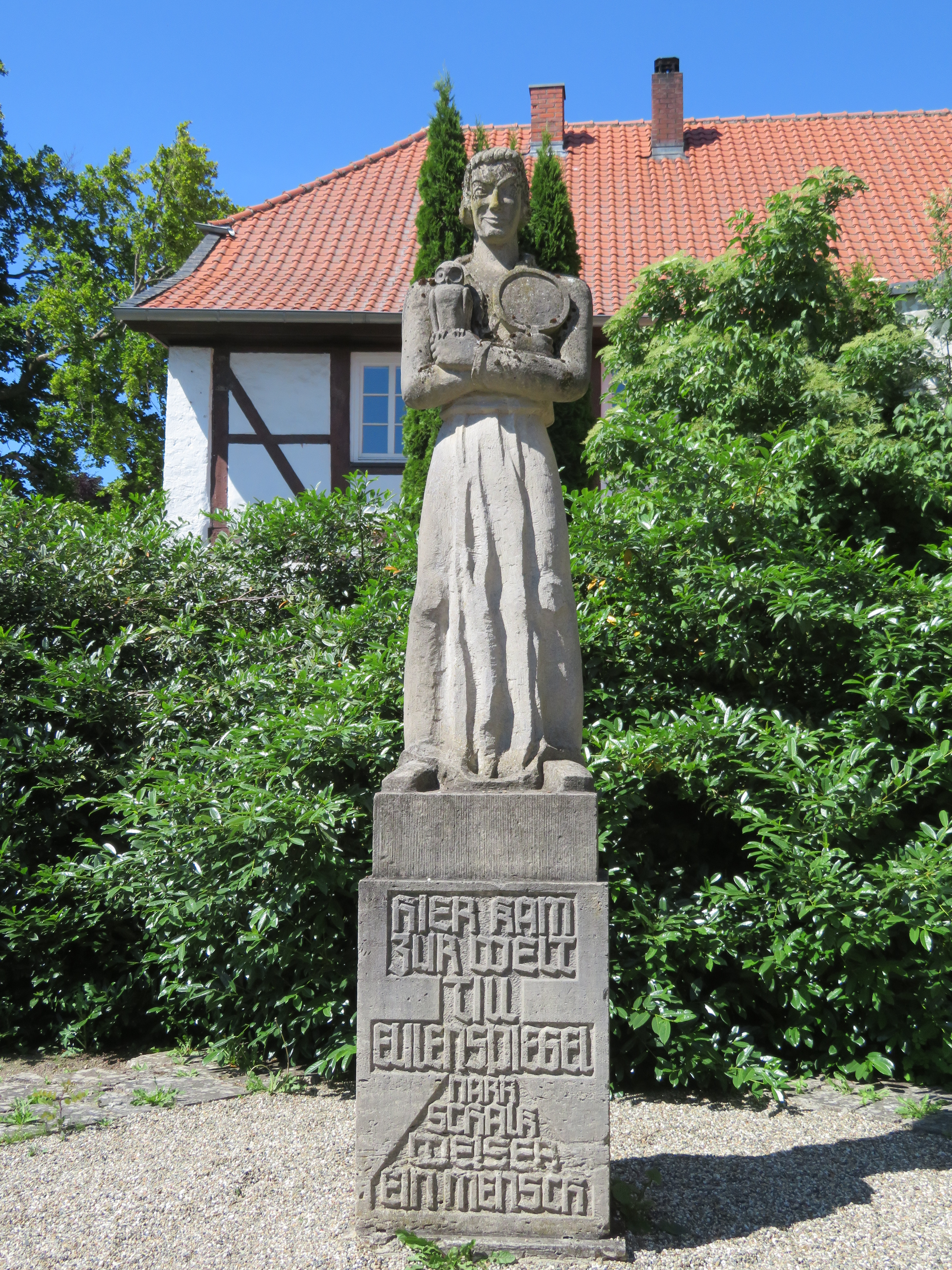
Monument à Till l'Espiègle à Kneitlingen.

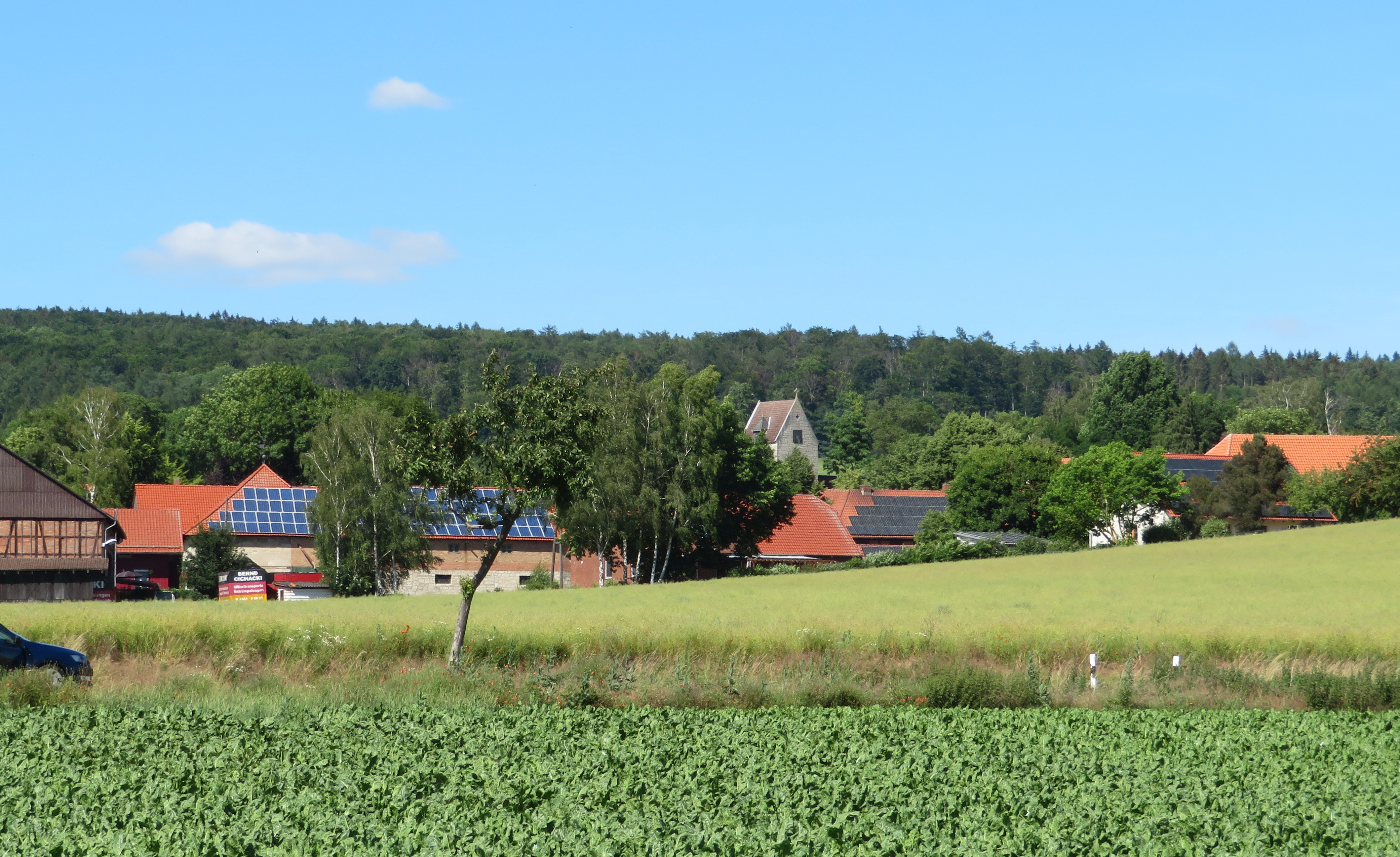
Vue générale de Kneitlingen

## Source
- (de) Cet article est partiellement ou en totalité issu de l’article de Wikipédia en allemand intitulé « Kneitlingen » (voir la liste des auteurs).